# 第306飛行隊 (航空自衛隊)
第306飛行隊（だい306ひこうたい、JASDF 306th Tactical Fighter Squadron）は、航空自衛隊第6航空団隷下の戦闘機部隊である。小松基地に所属し、戦闘機にF-15J/DJ、連絡機にT-4を運用する。

## 概要

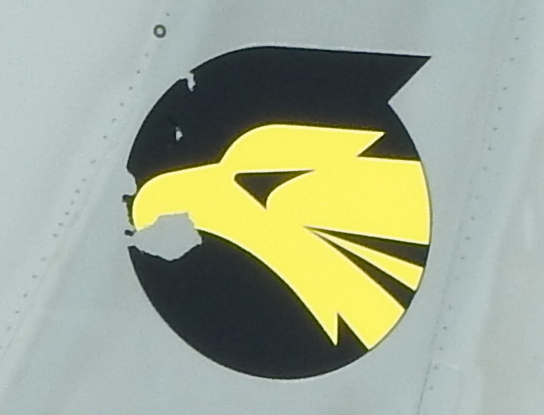
第306飛行隊部隊マークのイヌワシ

第306飛行隊は1981年（昭和56年）6月30日に、航空自衛隊最後（6番目）のF-4EJ戦闘機部隊として小松基地第6航空団隷下に新編された。
1989年（平成元年）からF-4EJの機体寿命延長と能力向上を目的とし改修を行った機体であるF-4EJ改戦闘機への機種更新を開始し、1991年（平成03年）に機種更新を完了した
。
1996年（平成08年）からF-15戦闘機への機種更新を開始し、1997年（平成09年）3月18日にF-15J/DJ戦闘機へ機種更新が完了し、航空自衛隊8番目のF-15飛行隊となった。また、この機種更新に際して、第306飛行隊で運用していたF-4EJ改とその搭乗員、整備員の多くが青森県三沢基地に移動し、第8飛行隊へと転属した。
2005年（平成17年）10月からは、飛行教導隊に代わるファイターウェポン課程（F-15戦技課程）の実施部隊となっている。
部隊マークは、石川県の県鳥「白山のイヌワシ」を図案化したもので、勇猛果敢な攻撃精神と電光石火の機動性を表現している。F-15機種更新時には若干の変更がされ、第6航空団所属を表すために外枠の型を変更し、現在のマークにリニューアルされた。

## 沿革
- 1981年（昭和56年）6月30日 - F-4EJ戦闘機部隊として小松基地の第6航空団隷下にて部隊編成[1]。
- 1982年（昭和57年）4月6日 - F-4EJでの対領空侵犯措置任務付与[1]。

6月7日～6月9日 - 航空総隊総合戦技競技会第2部門南混チームの一員として優勝。
9月14日 - Tu-22Mを航空自衛隊機として初の目視識別。
- 1983年（昭和58年）11月11日～11月19日 - 航空総隊総合戦技競技会第1部門優勝[4]。
- 1984年（昭和59年）11月5日～11月8日 - 航空総隊総合戦技競技会第2部門南混チームの一員として優勝[3]。
- 1989年（平成元年） - F-4EJからF-4EJ改へ機種更新開始[1]。
- 1991年（平成03年）3月14日 - F-4EJ改への機種更新完了[2]。
- 1994年（平成06年）6月13日～6月17日 - 航空総隊戦技競技会FI（要撃）部門優勝[5]。
- 1996年（平成08年）5月27日 - 航空総隊戦技競技会F-4部門優勝[6]。

8月 - F-4EJ改からF-15への機種更新開始。
- 1997年（平成09年）3月31日 - F-4EJ改からF-15Jへ機種更新[1]。
- 1998年（平成10年）5月26日～6月3日 - 航空総隊戦技競技会FI部門優勝[7]。
- 2000年（平成12年） - コープノース・グアム2000に参加[8]。
- 2005年（平成17年）10月 - F-15戦技課程開始[9]。
- 2006年（平成18年）7月21日 - コープサンダー2006に参加[8]。
- 2007年（平成19年）4月27日 - アメリカ空軍F-22A戦闘機と初めて異機種戦闘機戦闘訓練（DACT）実施[8]。
- 2009年（平成21年）5月29日～6月4日 - 航空総隊戦技競技会F-15部門優勝[10]。
- 2011年（平成23年）9月17日 - 部隊創設30周年記念式典を実施[9]。
- 2018年（平成30年）5月28日～6月30日 - アメリカ空軍演習レッドフラッグ・アラスカ18-2に参加[11]。

## 歴代運用機

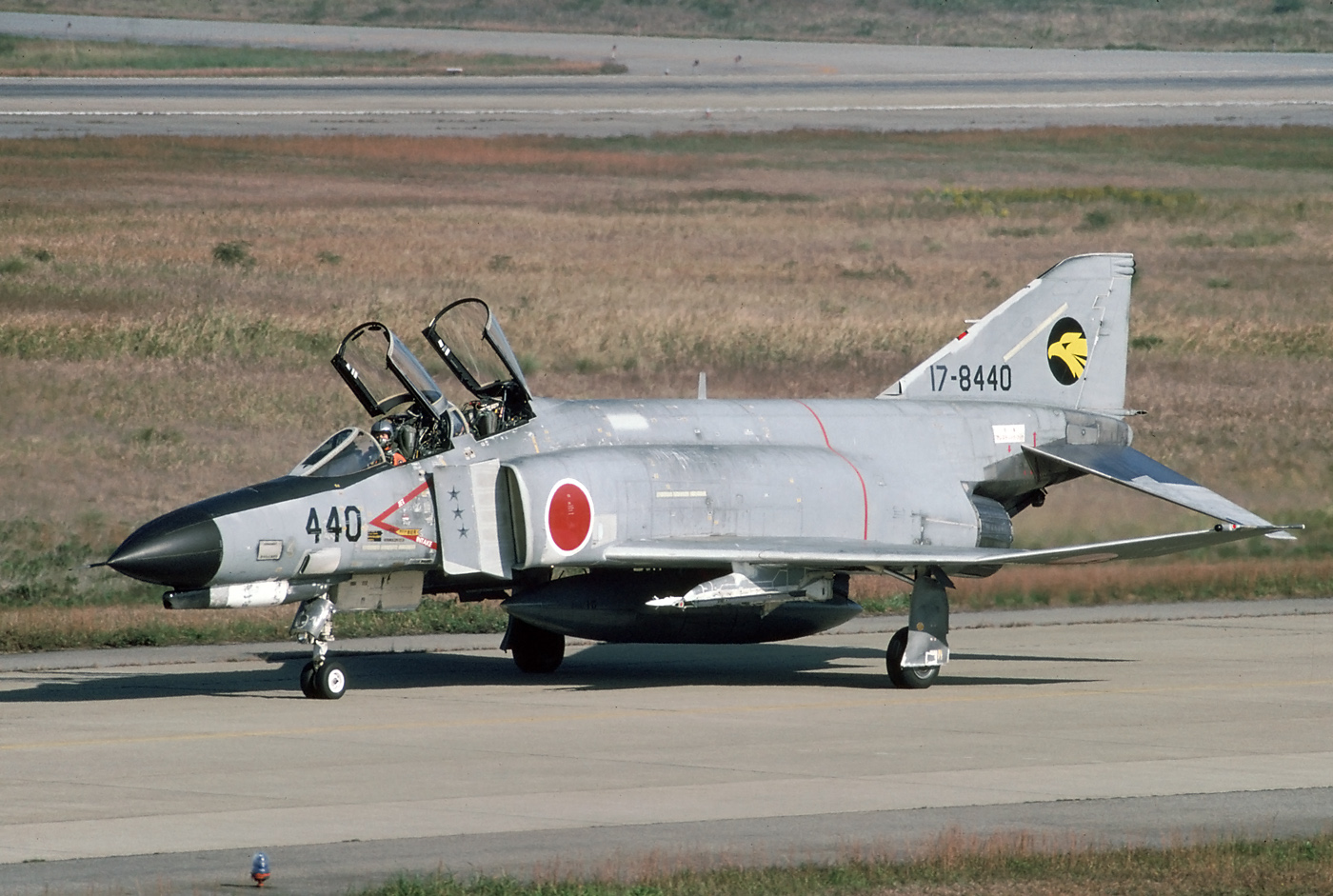
第306飛行隊で運用したF-4EJ

- 戦闘機
  - F-4EJ（1981年～1989年）
  - F-4EJ改（1989年～1997年）
  - F-15J/DJ（1997年～）

- 連絡機
  - T-33A（1981年～1994年 ）
  - T-4（1992年～）